# Logchina Gewog
Logchina (auch: Lokchina, Dzongkha:ལོག་ཅི་ན་) ist einer von elf Gewogs (Blöcke) des Dzongkhags Chukha in Bhutan.
Logchina Gewog ist wiederum eingeteilt in fünf Chiwogs (Wahlkreise). Laut der Volkszählung von 2005 leben in diesem Gewog 2500 Menschen auf einer Fläche von 70,4 km².
Die Dzongkhag Administration nennt in ihrem Internetauftritt eine Einwohnerzahl von ungefähr 2500 Menschen, die in 12 Dörfern bzw. Weilern leben.

## Geographie
Logchina gehört zum Phuentsholing Dungkhag (Sub-Distrikt) zusammen mit Dala, Sampheling, Dungna, Metakha und Phuentsholing. Er liegt im Westen des Distrikts.
| Chiwog                               | Dörfer bzw. Weiler |
| ------------------------------------ | ------------------ |
| Chagdokha Damchekha ལྕགས་རྡོ་ཁ་ དམ་ཆེ་ཁ་ |                    |
|                                      |                    |
|                                      |                    |
| Dolepchen Bjagchhu རྡོ་ལེབ་ཅན་ བྱག་ཆུ་་   |                    |
| Aamleg Dofam ཨམ་ལེགས་ རྡོ་ཕཱམ་           |                    |
| Dzedokha ཛེ་རྡོ་ཁ་                      |                    |
|                                      |                    |
|                                      |                    |
|                                      |                    |
| Mongna Lhasarp མོང་ན་ ལྷ་གསརཔ་         |                    |